# Williamson, West Virginia
Williamson är administrativ huvudort i Mingo County i West Virginia i USA. Enligt 2010 års folkräkning hade Williamson 3 191 invånare.